# Distretto di Aïn Tarek
Il distretto di Aïn Tarek è un distretto della Provincia di Relizane, in Algeria.

## Comuni
Il distretto comprende due comuni:
- Aïn Tarek
- Had Echkalla